# Weddin-Mountains-Nationalpark
Der Weddin-Mountains-Nationalpark ist ein Nationalpark im Osten der des australischen Bundesstaates New South Wales, 291 km westlich von Sydney. Die Weddin Mountains sind ein kleines, sichelförmiges Gebirge, das ungefähr in Nord-Süd-Richtung streicht, im Osten steile, felsige Abbrüche besitzt und im Westen langsam in die Ebene ausläuft. Dort findet man noch einen kleinen Flecken Primärvegetation, der wegen seiner unzugänglichen Lage der Kultivierung entkommen ist. Geologisch gehört das Gebiet zur Lachlan Fold.
Der Park wurde von den Aborigines der Wiradjuri schon seit Jahrtausenden besiedelt und war später auch ein Schlupfwinkel für Buschräuber. Ferner kann dort eine historische Farm besichtigt werden, in der ein Mann und seine Frau aus jedem kleinen Stück Draht etwas Nützliches hergestellt haben.
Das Gebiet wird heute häufig von Verkehrsflugzeugen überflogen, da der Hauptflugkorridor von Sydney nach Adelaide über dieses Gebirge verläuft.

## Zufahrt
Den Weddin-Mountains-Nationalpark erreicht man am besten über Grenfell. Wenn man von dort auf dem Mid-Western Highway nach Westen fährt, sieht man Hinweisschilder auf Holy Camp und Ben Halls Cave.

## Fauna
Im Weddin-Mountains-Nationalpark wurden 216 Tierarten beobachtet. Der größte Teil davon sind Vögel. Es leben dort aber auch drei Wallabyarten, davon eine bedrohte, das Brush Tailed Rock Wallaby. Die Liste der Arten enthält auch Honigfresser (Painted Honeyeater), den Schwalbensittich, Kleinen Lori und den Schönsittich. An eingeschleppten Tieren findet man Katzen, Kaninchen, Füchse, Ziegen und Schafe.

## Räuberbanden
Ben Hall (1837–1865) ein Bushranger, der in den 1850er Jahren mit seiner Bande das Gebiet um Forbes und Grenfell plünderte, nutzte die Weddin Mountains als Rückzugsgebiet. Er hauste in einer Höhle im Nordwesten des heutigen Parks zusammen mit seinen Gefolgsleuten John Gilbert und Frank Gardiner. Man erzählt sich, dass Ben Hall hier einen Schatz vergraben hätte, den man allerdings bis heute nicht gefunden hat.

## Seaton's Historic Farm
Im Park kann man die Seaton's Historic Farm besichtigen. Sie zeigt, wie ein Mann und seine Frau aus jedem kleinen Stück Draht etwas Nützliches hergestellt haben. Jim Seaton baute drei Kilometer kängurusicheren Zaun von Hand mit Pfosten aus kleinen Bäumen, die er vor Ort fand und die weder verfaulten noch von Insekten befallen wurden. Ende der 1920er Jahre steckten die Seatons ihr Land ab, und während der Weltwirtschaftskrise wurde die Farm aufgebaut. Die Zeiten und das Land waren hart, und das sieht man auch an den Gebäuden. Die Schuppen haben Wände aus ausgewalztem Wellblech (damit es länger wurde). Einer der Schuppen ist voll mit altem Draht, Blech, Flaschen und allem, was man sich nur vorstellen kann. Alle alten Maschinen und Anlagen sind noch vorhanden, dort wo sie standen, als die Familie das Anwesen 1980 an die Regierung verkaufte. Die Farm ist ein einzigartiger Platz, wo man heute noch sehen kann, wie es bei ärmeren Farmern Anfang und Mitte des letzten Jahrhunderts zuging.

## Ben Halls Cave
In der Nähe der Seaton’s Historic Farm befinden sich Ben Halls Camping und Ben Halls Picnic Area. Die Picknick- und Barbecue-Einrichtungen sind groß genug, um den Gebrauch von Campingöfen und eigenen Barbecuegrills zu ermöglichen und ein Lagerfeuer zu entzünden. Von dort ist es nur ein kurzer Weg zu Ben Halls Cave.

## Holy Camp

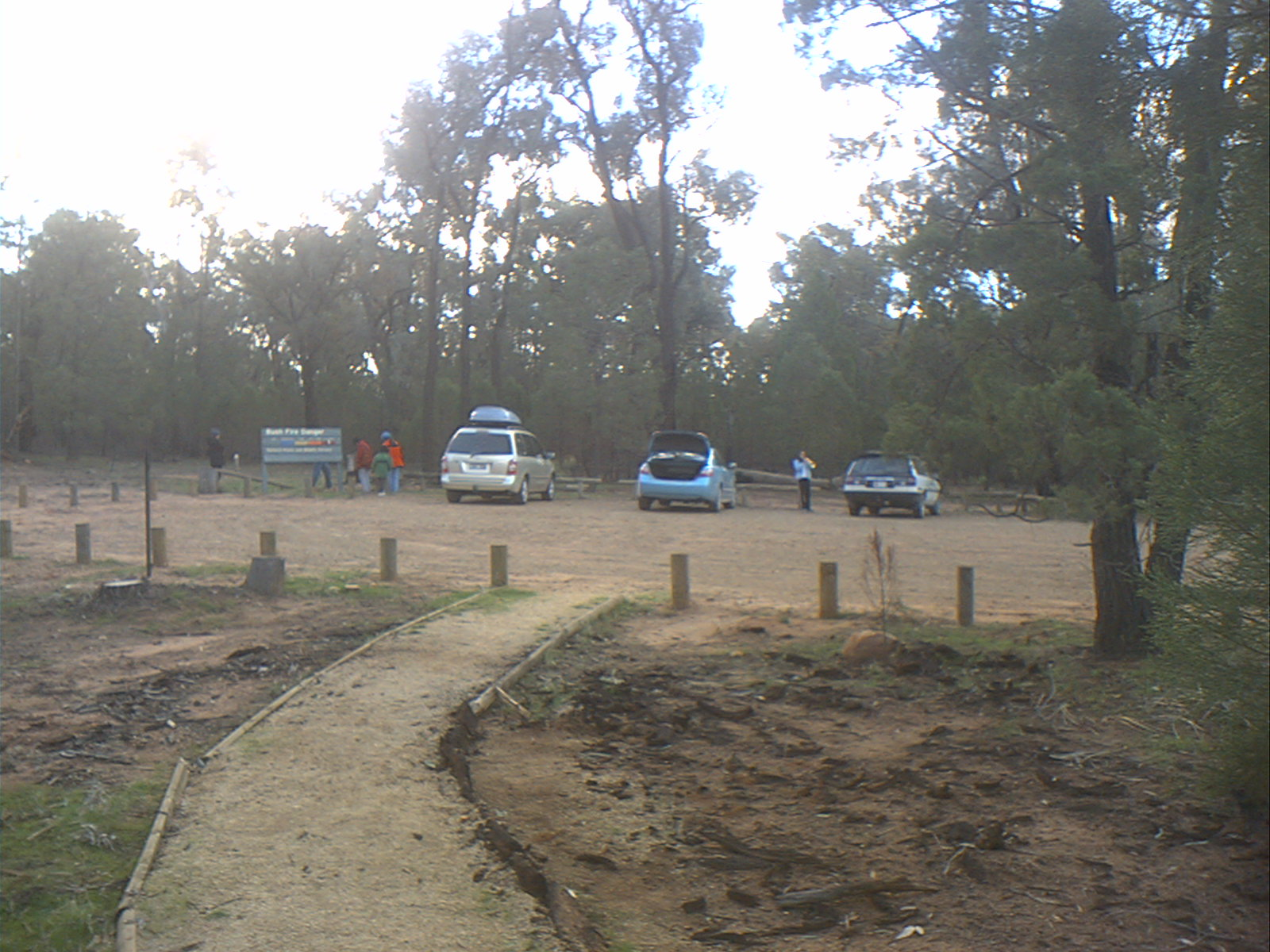
Holy-Camp-Picknick- und Campingplatz

Holy Camp liegt 19 Kilometer südwestlich von Grenfell. Die Koordinaten sind 33,897857° Süd und 148,002901° Ost. Die letzten 3,8 Kilometer der Zufahrtsstraße sind nicht befestigt. Dort ist einer der Eingänge zum Park mit Toilettenhäuschen, Parkplatz, Picknicktischen und Feuerstellen. Zelten ist erlaubt. Es gibt einen kleinen Regenwassertank, der vom Dachablauf der Toilette gefüllt wird, aber man kann sich nicht darauf verlassen, dass er voll ist. Von hier aus kann man zum Eualdrie Lookout und zum Peregrine Lookout wandern. Rund um den Parkplatz kann man viele Wildtiere beobachten, Buntwarane und Skinke bei Tag und Brushtail-Possums und Höhlenschwalme bei Nacht.

## Wanderungen

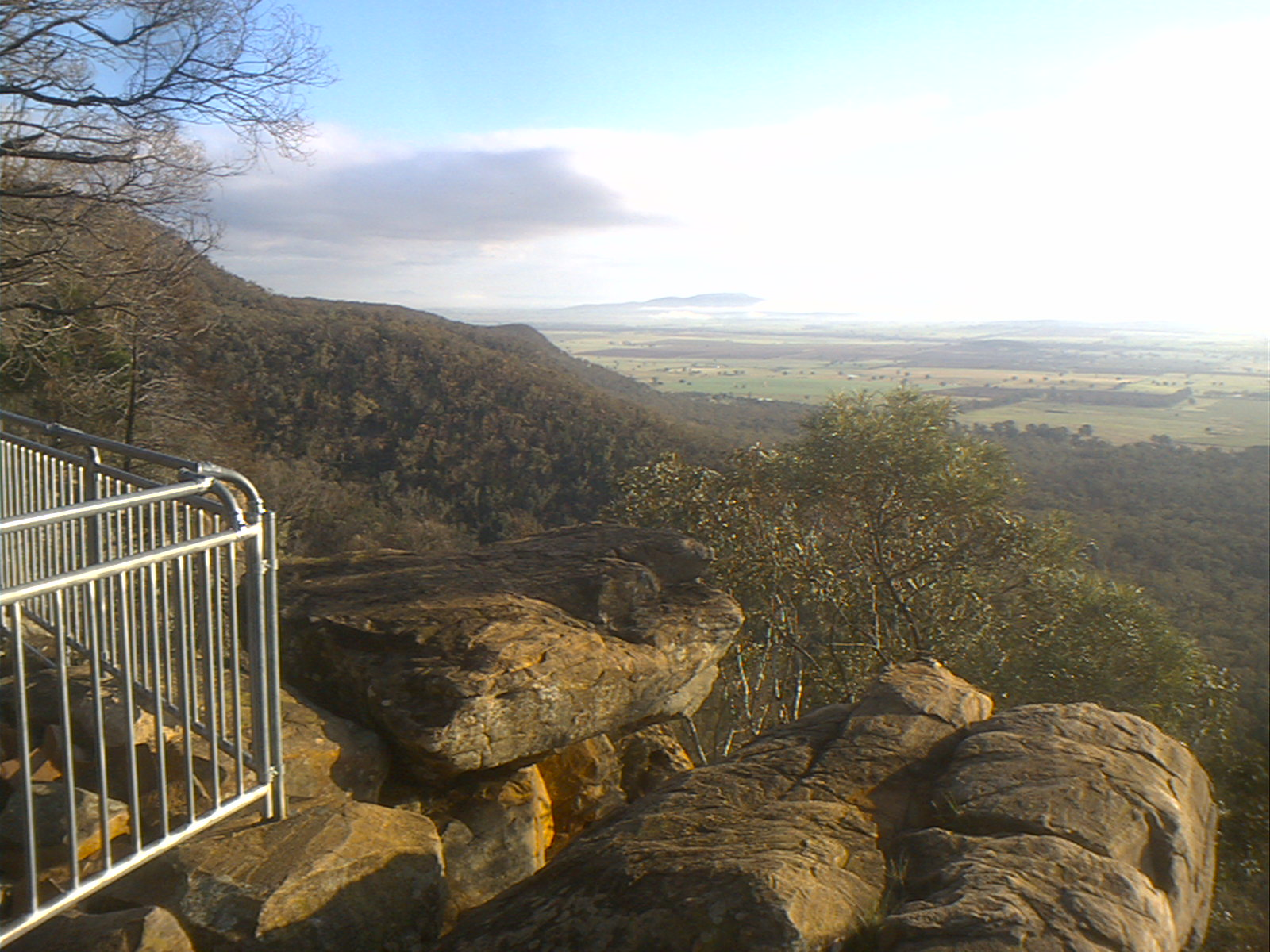
Blick von Peregrine Lookout über dem Holy Camp nach Nordosten

Der Eualdrie-Wanderweg führt vom Holy Camp 2,6 km (2½ h hin und zurück) zum Eualdrie Lookout über den Peregrine Lookout (1½  h hin und zurück). Der Peregrine Lookout liegt südlich des Parkplatzes und von dort führt der Weg zurück nach Norden, sodass der Eualdrie Lookout nördlich des Parkplatzes liegt. Von dort kann man zum Eualdrie Trig (750 m hoch) und dann hinunter zur Ben Halls Cave weitergehen.